# WNBA All-Decade Team
WNBA All-Decade Team – umowny zespół dziesięciu najlepszych zawodniczek dekady żeńskiej ligi Women’s National Basketball Association wybrany w 2006, podczas obchodów 10-lecia istnienia ligi. Spośród 30 kandydatek zostało wyłonionych 10 najlepszych koszykarek poprzez głosowanie fanów, mediów, trenerów oraz samych zawodniczek. Podczas ich wyboru uwzględniano wpływa na losy drużyn, w których występowały, całą ligę, postawę sportową i społeczną, przywództwo, osiągnięcia sportowe.  
Dziewięć spośród dziesięciu wybranych do składu zawodniczek zdobyło złote medale olimpijskie w barwach Stanów Zjednoczonych, a  osiem tytuły mistrzowskie WNBA, włączając trzy—Cynthii Cooper-Dyke, Sheryl Swoopes oraz cztery z rzędu Tiny Thompson z Houston Comets. Z uhonorowanych jedynie Cooper, która odeszła w 2000 aby trenować Phoenix Mercury, nie była aktywną zawodniczką podczas wyboru. W 2003 rozegrała jeszcze 4 spotkania, po czym definitywnie zakończyła swoją karierę zawodniczą.  
Jedynie Swoopes, Thompson oraz Lisa Leslie, wybrane w drafcie 1997 rozegrały wszystkie sezony od początku istnienia ligi, do momentu wyboru, do niniejszego składu. Thompson i Leslie jako jedyne występowały do 2006 w jednej drużynie.

## All-Decade Team
Skróty
- MVP - najbardziej wartościowa zawodniczka
- ROY - Debiutantka Roku
- DPOY - Defensywna Zawodniczka Roku
- ASG MVP - najbardziej wartościowa zawodniczka meczu gwiazd WNBA
- KPSA - Laureatka nagrody Kim Perrot Sportsmanship Award
| Zawodniczka         | Nar.              | Poz. | Zespoły | Uczelnia         | Olimpijskie medale               | Tytuły mistrzowskie | Ligowe nagrody                                                                   | Mecze Gwiazd          |
| ------------------- | ----------------- | ---- | --- | ---------------- | -------------------------------- | ------------------- | -------------------------------------------------------------------------------- | --------------------- |
| Sue Bird            | Stany Zjednoczone | PG   | Seattle Storm (od 2002) | Connecticut      | 2004 złoto                       | 2004                | brak                                                                             | 2002–2006             |
| Tamika Catchings    | Stany Zjednoczone | SF   | Indiana Fever (od 2002) | Tennessee        | 2004 złoto                       | brak                | DPOY (2005, 2006) ROY (2002)                                                     | 2002–2006             |
| Cynthia Cooper-Dyke | Stany Zjednoczone | SG   | Houston Comets (1997–2000, 2003)                                                                                                 | USC              | 1988 złoto 1992 brąz             | 1997–2000           | MVP (1997, 1998) MVP finałów (1997–2000)                                         | 1999, 2000, 2003      |
| Yolanda Griffith    | Stany Zjednoczone | C    | Sacramento Monarchs (1999–2007) Seattle Storm (2008) Indiana Fever (2009)                                                        | Florida Atlantic | 2000 złoto 2004 złoto            | 2005                | MVP (1999) DPOY (1999)                                                           | 1999–2001, 2003–2006  |
| Lauren Jackson      | Australia         | C    | Seattle Storm (2001–2012) | bd               | 2000 srebro 2004 srebro          | 2004                | MVP (2003)                                                                       | 2001–2003, 2005, 2006 |
| Lisa Leslie         | Stany Zjednoczone | C    | Los Angeles Sparks (1997–2009)                                                                                                   | USC              | 1996 złoto 2000 złoto 2004 złoto | 2001, 2002          | MVP (2001, 2004) DPOY (2004) MVP finałów (2001, 2002) ASG MVP (1999, 2001, 2002) | 1999–2006             |
| Katie Smith         | Stany Zjednoczone | SF   | Minnesota Lynx (1999–2005) Detroit Shock (2006–2009) Washington Mystics (2010) Seattle Storm (2011–2012) New York Liberty (2013) | Ohio State       | 2000 złoto 2004 złoto            | 2006                | brak                                                                             | 2000–2006             |
| Dawn Staley         | Stany Zjednoczone | PG   | Charlotte Sting (1999–2005) Houston Comets (2005–2006)                                                                           | Virginia         | 1996 złoto 2000 złoto 2004 złoto | brak                | KPSA (1999, 2006)                                                                | 2002–2006             |
| Sheryl Swoopes      | Stany Zjednoczone | F    | Houston Comets (1997–2007) Seattle Storm (2008) Tulsa Shock (2011)                                                               | Texas Tech       | 1996 złoto 2000 złoto 2004 złoto | 1997–2000           | MVP (2000, 2002, 2005) DPOY (2000, 2002, 2003) ASG MVP (2005)                    | 1999, 2000, 2002–2006 |
| Tina Thompson       | Stany Zjednoczone | F    | Houston Comets (1997–2008) Los Angeles Sparks (2009–2011) Seattle Storm (2012−2013)                                              | USC              | 2004 złoto                       | 1997–2000           | ASG MVP (2000)                                                                   | 1999–2004, 2006       |

## Wyróżnione
| Zawodniczka         | Nar.              | Poz. | Zespoły | Uczelnia       | Olimpijskie medale    | Tytuły mistrzowskie | Ligowe nagrody    | Mecze Gwiazd    |
| ------------------- | ----------------- | ---- | --- | -------------- | --------------------- | ------------------- | ----------------- | --------------- |
| Ruthie Bolton       | Stany Zjednoczone | SG   | Sacramento Monarchs (1997–2004)                                                                                    | Auburn         | 1996 złoto 2000 złoto | brak                | brak              | 1999, 2001      |
| Chamique Holdsclaw  | Stany Zjednoczone | F    | Washington Mystics (1999–2004) Los Angeles Sparks (2005–2007) Atlanta Dream (2009) San Antonio Silver Stars (2010) | Tennessee      | 2000 złoto            | brak                | ROY (1999)        | 1999–2003, 2005 |
| Ticha Penicheiro    | Portugalia        | PG   | Sacramento Monarchs (1998–2009) Los Angeles Sparks (2010–2011) Chicago Sky (2012)                                  | Old Dominion   | brak                  | 2005                | brak              | 1999–2002       |
| Diana Taurasi       | Stany Zjednoczone | SG   | Phoenix Mercury (od 2004)                                                                                          | Connecticut    | 2004 złoto            | brak                | ROY (2004)        | 2004–2006       |
| Teresa Weatherspoon | Stany Zjednoczone | PG   | New York Liberty (1997–2003) Los Angeles Sparks (2004)                                                             | Louisiana Tech | 1988 złoto 1992 brąz  | brak                | DPOY (1997, 1998) | 1999–2003       |

## Pozostałe nominowane kandydatki
|  | - Janeth Arcain - Swin Cash - Tamecka Dixon - Jennifer Gillom - Becky Hammon | - Shannon Johnson - Vickie Johnson - Rebecca Lobo - Mwadi Mabika - Taj McWilliams-Franklin | - DeLisha Milton-Jones - Deanna Nolan - Nykesha Sales - Andrea Stinson - Natalie Williams |